# Manuela Rosas de Terrero
Manuela (dite Manuelita) Rosas, née le 24 mai 1817 à Buenos Aires et morte le 17 septembre 1898 à Londres, est une femme argentine, fille de Juan Manuel de Rosas et d'Encarnación Ezcurra.

## Biographie
À dater de la mort de sa mère, le 19 octobre 1838, Manuela Rosas fut en permanence au second plan de la vie politique de la province de Buenos Aires, dont Juan Manuel de Rosas était gouverneur. Elle devint alors la « première dame » de la province, aux côtés de son père, dans toutes les manifestations officielles. Juan Manuel de Rosas considérait en effet que la présence d'une femme à ses côtés était essentielle pour son activité publique. 
Lorsqu’en 1845 Juan Manuel Rosas prit la tête le la Confédération argentine qu’il soumit bientôt à une redoutable dictature, elle devint sa confidente et exerça sur lui une influence modératrice. Face au despotisme et à la cruauté de son père, elle passa bientôt aux yeux du peuple pour un « ange de miséricorde ». Sa bonté, à l’opposé du caractère inflexible de son père, apporta, dans la mesure du possible – elle ne put ainsi sauver son amie Camila O'Gorman du peloton d'exécution – un adoucissement aux excès de la tyrannie. 
Pendant des années, Manuela Rosas entretint une idylle avec Maximo Terrero, mais son père s’opposa constamment au mariage. Ce n’est qu’à 34 ans qu’elle put épouser l’homme qu’elle aimait. En 1852, elle suivit son père en exil en Angleterre, après l’effondrement de la dictature. Ayant perdu tout pouvoir, il consentit enfin, au cours des premiers mois de son exil, au mariage de sa fille, célébré en Angleterre, en l’église catholique de Southampton. Installés à Londres, Máximo Terrero (1817-1904) et Manuela Rosas eurent deux fils, Manuel Máximo, en 1856, et Rodrigo Tomás en 1858. 
Manuela Rosas de Terrero ne cessa jamais d’entretenir des relations affectueuses avec son père, à qui elle rendait souvent visite dans la modeste ferme des environs de Southampton qu’il exploita jusqu’à sa mort, survenue en 1877. 
Manuela Rosas de Terrero est décédée à Londres, le 17 septembre 1898, sans avoir revu son pays natal.